# Rio Quitéro
O rio Quitéro é um curso de água que banha o estado de Mato Grosso do Sul, Brasil.